# Chiến tranh giành độc lập Thổ Nhĩ Kỳ
Cuộc Chiến tranh giành độc lập Thổ Nhĩ Kỳ (tiếng Thổ Nhĩ Kỳ: Kurtuluş Savaşı; 19 tháng 5 năm 1919 – 29 tháng 10 năm 1923) là cuộc kháng chiến bằng chính trị và ngoại giao của các nhà dân tộc chủ nghĩa Thổ Nhĩ Kỳ chống lại các đế quốc phe Entente, sau khi phe này đánh bại Đế quốc Ottoman trong cuộc Chiến tranh thế giới lần thứ nhất và chia cắt đế quốc này. Dưới sự dẫn dắt của Mustafa Kemal, các đại biểu của Phong trào dân tộc Thổ Nhĩ Kỳ thành lập nên Đại hội đồng quốc gia. Sau các chiến dịch chống Hy Lạp cùng với Chiến tranh Thổ Nhĩ Kỳ-Armenia và Chiến tranh Pháp-Thổ Nhĩ Kỳ, cách mạng Thổ Nhĩ Kỳ thắng lợi, khiến cho các đế quốc phe Entente phải từ bỏ các yêu sách trong Hiệp ước Sèvres và ký Hiệp ước Lausanne vào tháng 7 năm 1923, nhượng bộ Tiểu Á và Đông Thrace cho Cộng hòa Thổ Nhĩ Kỳ vào tháng 10 năm 1923. Sự ra đời của nước Cộng hòa Thổ Nhĩ Kỳ đồng thời cũng đánh dấu sự cáo chung của Đế quốc Ottoman, bắt đầu cuộc cải cách Atatürk hiện đại hóa đất nước.